# Szürke pereszke
A szürke pereszke (Tricholoma portentosum) a pereszkefélék családjába tartozó, Európában és Észak-Amerikában honos, fenyvesekben, esetleg bükkösökben  élő, ehető gombafaj. 

## Megjelenése
A szürke pereszke kalapja 5-7 (10) cm széles, alakja kezdetben kúpos vagy haragszerű, később domborúan, közel laposan kiterül, de a közepén megmarad egy kis tompa púp. Széle fiatalon aláhajló (nem begöngyölt), később kiegyenesedik, szabálytalan, behasadozó. Felszíne nedvesen tapadós, szárazon fényes; sugarasan benőtten szálas. Színe egérszürke, palaszürke, feketésszürke, esetleg krémszínű beütésekkel. Kalapbőre részlegesen lehúzható.
Húsa kemény, tömör; színe fehér, a külső részeken sárgás; sérülésre hosszú idő múlva megszürkül. Szaga és íze kellemes, kissé lisztes. 
Viszonylag sűrű, vastag lemezei tönkhöz nőttek. Színük fehér, idősen általában sárgán foltosak.
Tönkje 7-10 cm magas és 1-2 cm vastag. Alakja hengeres, töve kiss megvastagodhat. Színe fehéres, felszíne hosszanti szálas, idősen sárgás, barnás foltokkal.
Spórapora fehér. Spórája ellipszoid alakú, sima, inamiloid, mérete 5,8-7,3 x 3,5-4,5 μm.

### Hasonló fajok
A mérgező csípős pereszkével és párducpereszkével, esetleg a sárgás kalapú példányokat a cirmoskalapú pereszkével lehet összetéveszteni. 

## Elterjedése és termőhelye
Európában és Észak-Amerikában honos.  
Hegyvidéki fenyvesekben, ritkábban bükkösökben él. Szeptembertől novemberig terem.

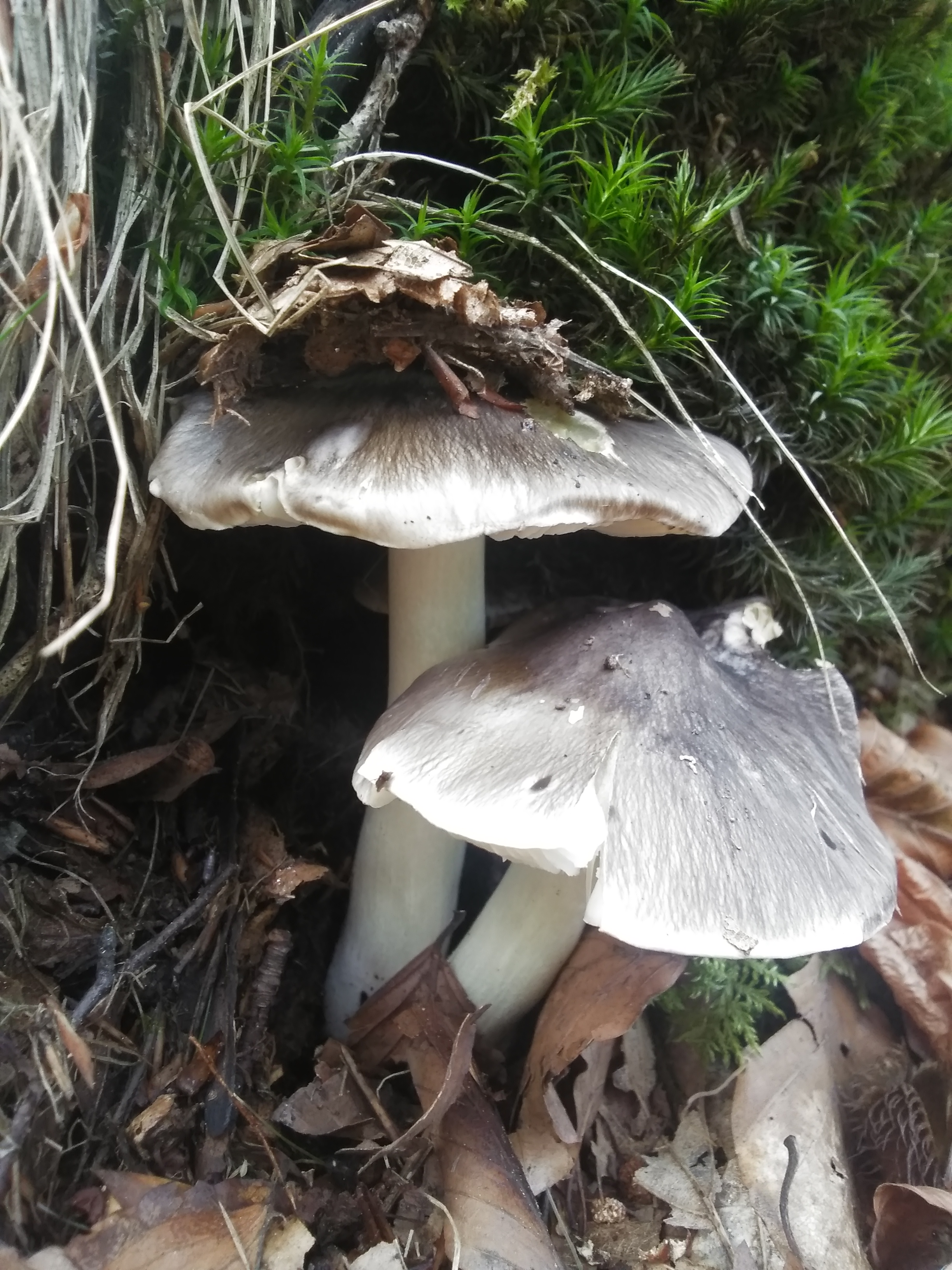
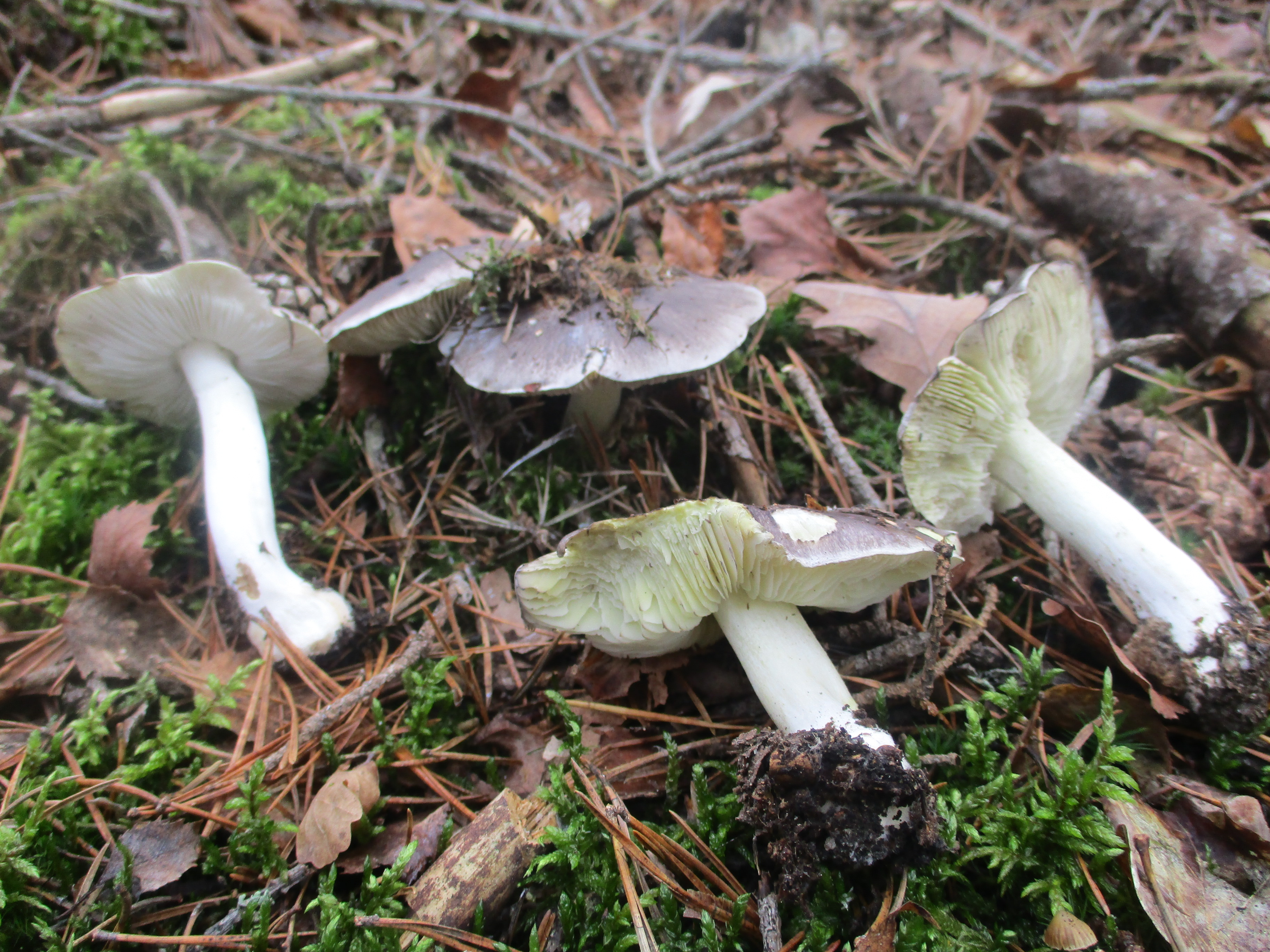
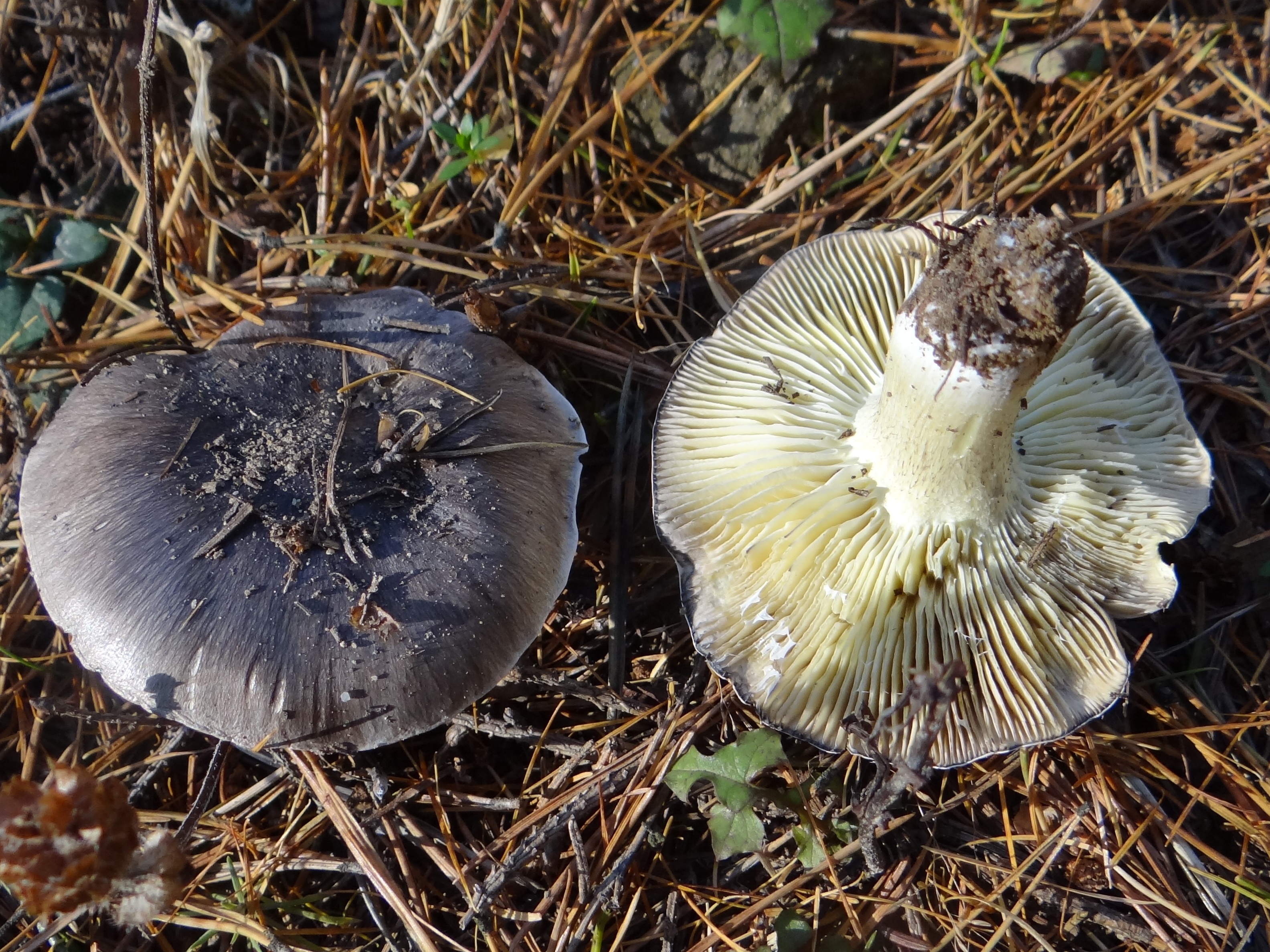
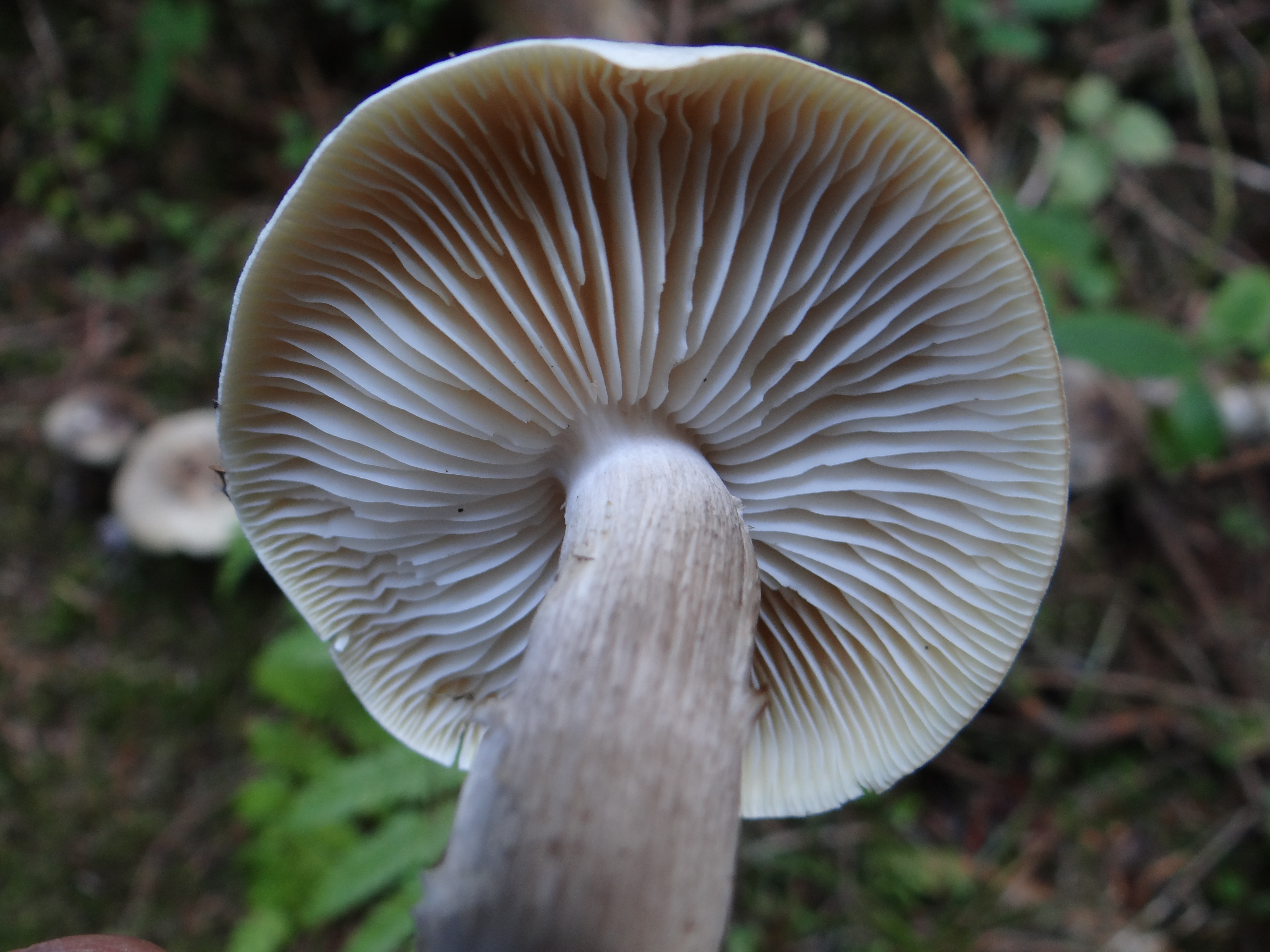
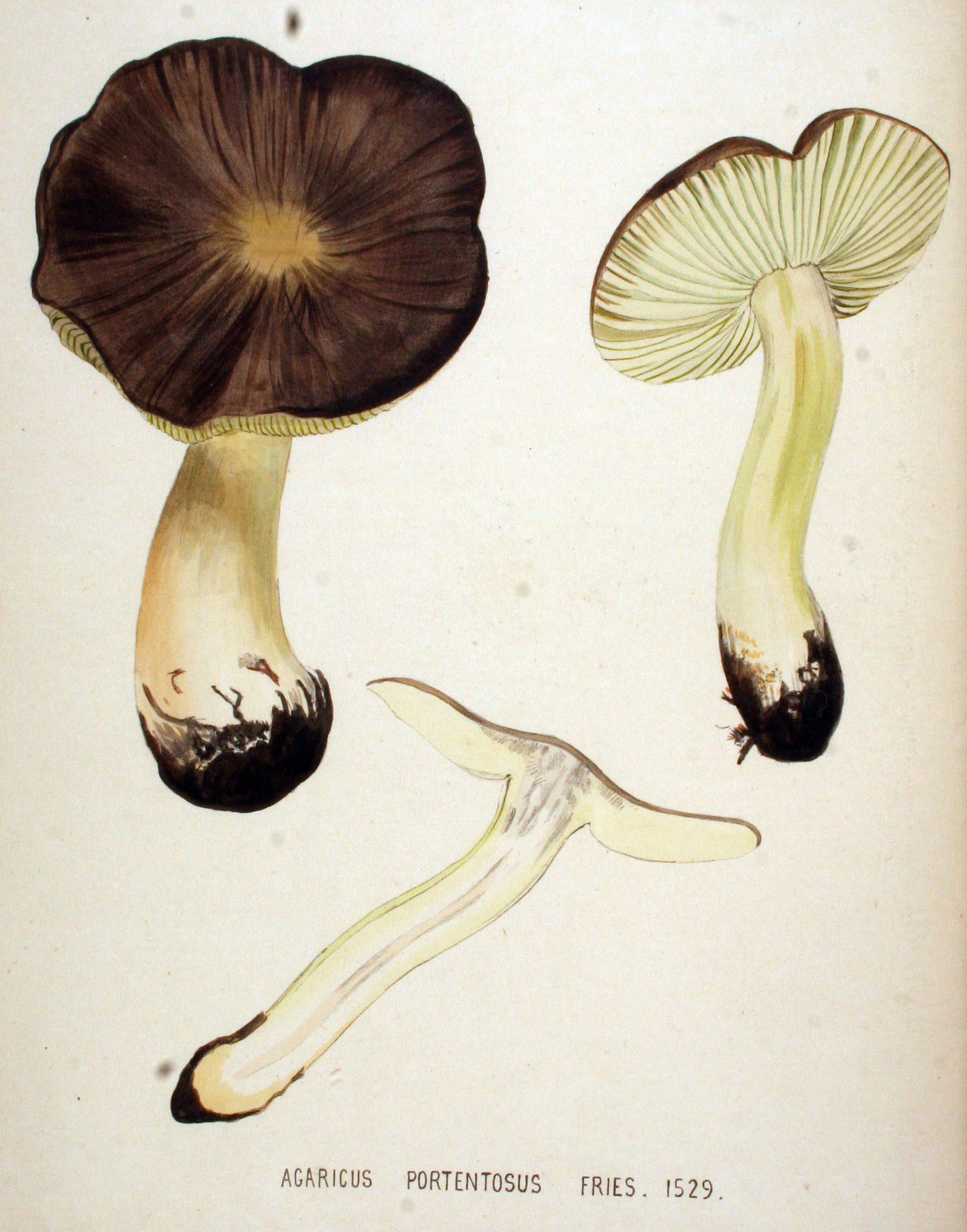

Ehető gomba. 